# Pellaea ribae
Pellaea ribae är en kantbräkenväxtart som beskrevs av Jose Christopher E. Mendoza och Windham. Pellaea ribae ingår i släktet Pellaea och familjen Pteridaceae. Inga underarter finns listade.